# Christine McVie
Christine Anne McVie, zd. Perfect (ur. 12 lipca 1943 w Greenodd (Lancashire), zm. 30 listopada 2022 w Londynie) – angielska piosenkarka, klawiszowiec, kompozytorka i autorka tekstów, tworząca głównie muzykę rockową. Najbardziej znana jako członkini brytyjsko-amerykańskiego zespołu Fleetwood Mac. Wcześniej występowała w grupie Chicken Shack.

## Wczesne lata
W wieku 4 lat zaczęła grać na pianinie, ale samodzielnie decyzję o kontynuowaniu nauki gry na instrumencie podjęła dopiero w wieku 11 lat. Lekcje od profesjonalnego nauczyciela pobierała do 15. roku życia, lecz przerwała je, by samodzielnie tworzyć utwory. W tamtym czasie zainteresowała się rock and rollem.
Podczas studiów na uniwersytecie w Birmingham dołączyła do bluesowej formacji Sounds of Blue. Po ukończeniu uczelni przeniosła się do Londynu, a zespół rozpadł się. W 1968 r. spotkała się z dwoma przyjaciółmi Andym Silvesterem i Stanem Webbem, zakładając z nimi kolejną grupę, Chicken Shack. McVie grała w nim na pianinie oraz śpiewała. Chicken Shack wydali z Christine dwa albumy: 40 Blue Fingers, Freshly Packed and Ready to Serve (1968) i O.K. Ken? (1969). Zespół wykonał też własną wersję utworu Etty James, I’d Rather Go Blind, który osiągnął 14. miejsce brytyjskiej listy przebojów. W 1969 r. opuściła grupę. W 1970 r. wydała pierwszą solową płytę, Christine Perfect. W latach 1970–1995, 1997–1998, 2014–2022 występowała w zespole Fleetwood Mac.
Wcześniej poznała basistę Fleetwood Mac, Johna McVie, z którym wzięła ślub w 1968 r. Para rozwiodła się w 1976 r. W latach 1978–1981 była związana z Dennisem Wilsonem. W latach 1986–2003 była żoną portugalskiego kompozytora Eduardo „Eddiego” Quinteli (zm. 2020). Zmarła 30 listopada 2022 w szpitalu w Londynie na skutek udaru mózgu.

## Dyskografia
- Christine Perfect – Christine Perfect (1970, Blue Horizon)[6]
- Christine McVie – Christine McVie (1984, Warner Bros. Records)[7]
- Christine McVie – In The Meantime (2004, Sanctuary Records)[8]